# Lagarotis nivalis
Lagarotis nivalis là một loài tò vò trong họ Ichneumonidae.